# Olympische Sommerspiele 1948/Teilnehmer (Peru)
| Gelbes Symbol für Goldmedaillen mit stilisierten Olympischen Ringen | Graues Symbol für Silbermedaillen mit stilisierten Olympischen Ringen | Braundes Symbol für Bronzemedaillen mit stilisierten Olympischen Ringen |
| ------------------------------------------------------------------- | --------------------------------------------------------------------- | ----------------------------------------------------------------------- |
| 1                                                                   | —                                                                     | —                                                                       |

Peru nahm an den Olympischen Sommerspielen 1948 in London mit einer Delegation von 41 männlichen Athleten in 26 Wettbewerben in sieben Sportarten teil.
Im Sportschießen wurde Edwin Vásquez mit der Freien Pistole Olympiasieger. Der Gewichtheber Carlos Domínguez war Fahnenträger bei der Eröffnungsfeier.

## Teilnehmer nach Sportarten

### Basketball
- 10. Platz
Juan Vizcarra
Rodolfo Soracco
Luis Sánchez
Rodolfo Salas
Eduardo Fiestas
Arturo Ferreyros
Alberto Fernández
Virgilio Drago
David Descalso
Carlos Alegre
Guillermo Ahrens

### Boxen
- Carlomagno Meneses
Fliegengewicht: in der 1. Runde ausgeschieden

- Salvador Rivera
Bantamgewicht: in der 1. Runde ausgeschieden

- Pedri García
Federgewicht: im Achtelfinale ausgeschieden

### Fechten
- Hugo Higueras
Florett: in der 1. Runde ausgeschieden

- Carlos Iturri
Degen: in der 1. Runde ausgeschieden

- Jorge Sarria
Säbel: im Viertelfinale ausgeschieden

### Gewichtheben
- Gonzalo Alvarado
Leichtgewicht: 16. Platz

- Carlos Bisiak
Halbschwergewicht: 15. Platz

- Carlos Domínguez
Schwergewicht: 10. Platz

### Leichtathletik
Männer
- Máximo Reyes
100 m: im Vorlauf ausgeschieden
Dreisprung: 15. Platz

- Santiago Ferrando
100 m: im Vorlauf ausgeschieden
200 m: im Viertelfinale ausgeschieden

- Antero Mongrut
800 m: im Vorlauf ausgeschieden
1500 m: im Vorlauf ausgeschieden

- Hernán Alzamora
110 m Hürden: im Vorlauf ausgeschieden

- Luis Ganoza
Stabhochsprung: 16. Platz

- Jaime Piqueras
Stabhochsprung: 17. Platz

- Leonello Patiño
Kugelstoßen: ohne gültige Weite

- Manuel Consiglieri
Diskuswurf: 17. Platz

- Eduardo Julve
Diskuswurf: 12. Platz
Zehnkampf: Wettkampf nicht beendet

### Radsport
- Luis Poggi
Straßenrennen: Rennen nicht beendet
Mannschaftswertung: Rennen nicht beendet

- Pedro Mathey
Straßenrennen: Rennen nicht beendet
Mannschaftswertung: Rennen nicht beendet

- Hernán Llerena
Straßenrennen: Rennen nicht beendet
Mannschaftswertung: Rennen nicht beendet

### Schießen
- Froilán Tantaleán
Schnellfeuerpistole 25 m: 35. Platz

- Raúl Valderrama
Schnellfeuerpistole 25 m: 37. Platz

- Enrique Mendizábal
Schnellfeuerpistole 25 m: 48. Platz

- Edwin Vásquez
Freie Pistole 50 m: Gold

- Wenceslao Salgado
Freie Pistole 50 m: 27. Platz

- César Injoque
Freie Pistole 50 m: 34. Platz

- Enrique Baldwin
Freies Gewehr Dreistellungskampf 300 m: 20. Platz
Kleinkalibergewehr liegend 50 m: 6. Platz

- Augusto Larrabure
Kleinkalibergewehr liegend 50 m: 35. Platz

- Luis Mantilla
Kleinkalibergewehr liegend 50 m: 41. Platz